# Berliner Theatertreffen

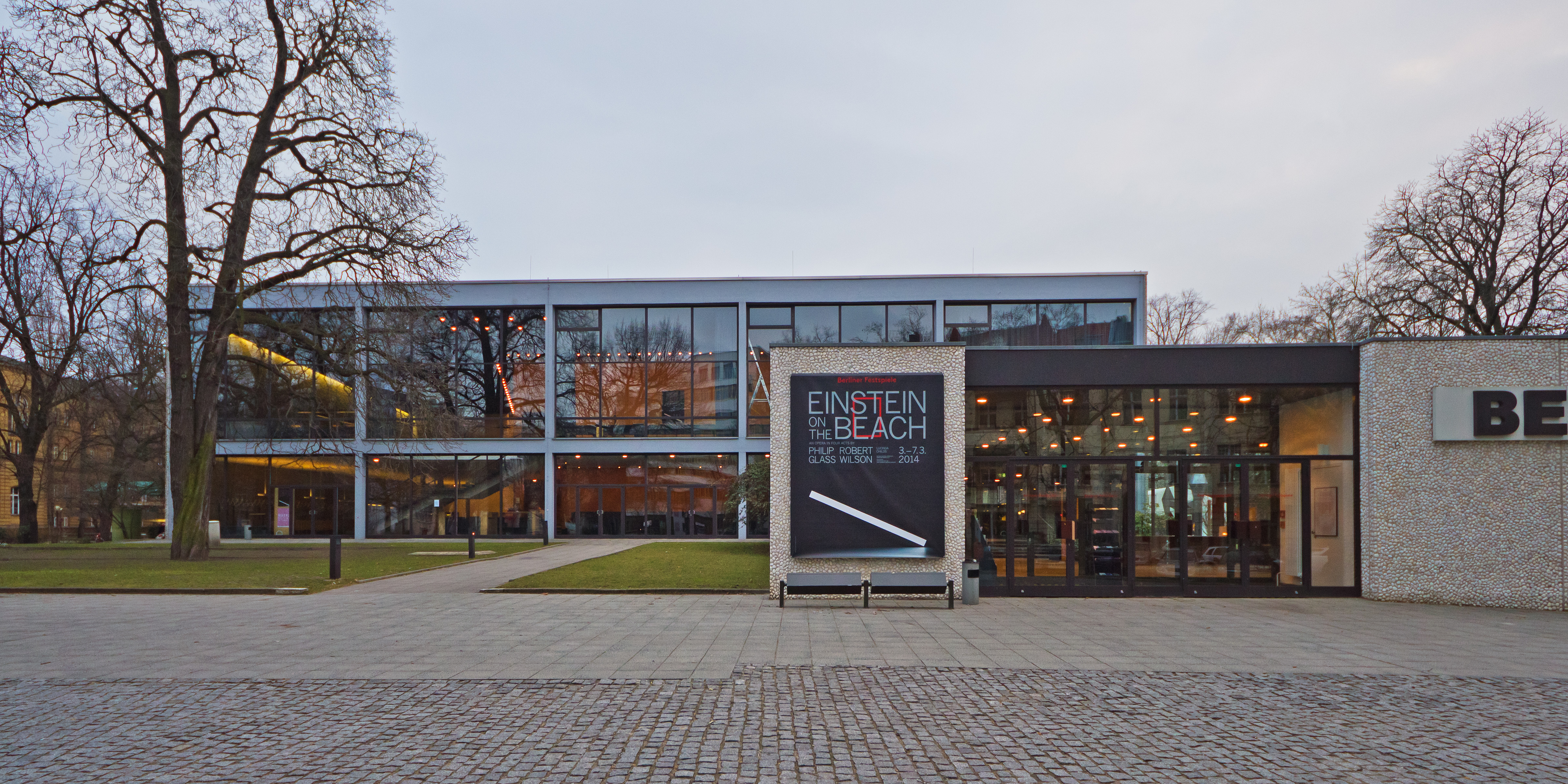
Haus der Berliner Festspiele (2014)

Das Berliner Theatertreffen ist eine alljährliche Veranstaltung der Berliner Festspiele. Es wird von der Kulturstiftung des Bundes gefördert.

## Organisation
Jedes Jahr werden von einer unabhängigen Jury, bestehend aus sieben Theaterkritikern, zehn Theaterinszenierungen der Saison aus dem deutschsprachigen Raum ausgewählt und zum Theatertreffen nach Berlin eingeladen. Die Entscheidung über die Einladung fällt in der Regel im Januar eines Jahres, das rund zweiwöchige Festival findet im darauf folgenden Mai statt. Festivalzentrum ist das Haus der Berliner Festspiele. Zusätzlich werden verschiedene Berliner Bühnen bespielt und ggf. alternative Spielorte bezogen, wenn besondere Anforderungen der eingeladenen Inszenierungen dies erfordern.
Neben den 10 Inszenierungen aus dem deutschsprachigen Raum gliedert sich das Festival in weitere Programmsäulen und übergreifende Formate: 
- Im Internationalen Forum werden Theaterschaffende in einem zweiwöchigen Stipendienprogramm gefördert.
- Das Theatertreffen-Blog ist eine Plattform für den kulturjournalistischen Nachwuchs.
- Im Rahmen von Open Campus ist das Theatertreffen Vernetzungs- und Begegnungsort für Studierende und Schüler.
- Das Forum Ökologische Nachhaltigkeit bietet seit 2021 im Theater Gelegenheit zum Austausch über nachhaltige Kulturarbeit.

Das Theatertreffen wird durch die Kulturstiftung des Bundes gefördert.

## Geschichte
1963 luden die Berliner Festwochen fünf Gastspiele deutscher Bühnen ein – eine Art Pilotprojekt. 1964 fand das erste Theatertreffen unter der Bezeichnung Berliner Theaterwettbewerb während der 14. Berliner Festwochen im Oktober statt, wobei die Grundstruktur die heute nach wie vor gültige war: Zehn Inszenierungen werden von einer Jury aus Theaterkritikern ausgewählt und nach Berlin eingeladen. Im Gründungsjahr war Nicolas Nabokov Leiter des Theatertreffens.
Das Motto Schaufenster des Westens bezog sich zunächst auf die gesamten Berliner Festspiele, ab 1964 vor allem auf das Theatertreffen. Zwar gehörte es nicht zu den ersten Begründungen für die Notwendigkeit des Theatertreffens, ein „Schaufenster des Westens“ zu sein, jedoch wurde der Slogan vor allem im Kalten Krieg gerne als Argumentationshilfe in Anspruch genommen. Wiederholte Einladungen an ostdeutsche Bühnen mussten lange Zeit symbolischer Natur bleiben.
Ab 1965 firmierte das Theatertreffen unter der Bezeichnung Treffen und wurde zudem in den Mai verlegt, um eine Einbeziehung von Produktionen der bereits laufenden Spielzeit leichter möglich zu machen. Zudem erfolgte eine Abkopplung von den übrigen Veranstaltungen der Berliner Festwochen. 1966 tauchte erstmals die heutige Bezeichnung Theatertreffen auf. 1967 gründete sich die Berliner Festspiele GmbH als Trägergesellschaft für das Theatertreffen. Gerhard Hellwig hatte die Leitung des Theatertreffens von 1965 bis 1968 inne.
1965 entstand das Internationale Forum des Theatertreffens (bis 1973 unter der Bezeichnung Begegnung junger Bühnenangehöriger, bis 2005 unter dem Titel Internationales Forum junger Bühnenangehöriger). Damit ist es die älteste kontinuierlich arbeitende Einrichtung seiner Art. War es zunächst nur eine Informations- und Diskussionsveranstaltung für junge Professionelle aus der Bundesrepublik Deutschland (die DDR beteiligte sich auch hier nicht), konnte der Teilnehmerkreis 1970 nach Vereinbarungen mit Institutionen in Österreich und der Schweiz auf diese beiden Länder erweitert werden.
In den 1960er- und 1970er-Jahren spielte das Theatertreffen bei der Etablierung neuer Regie-Generationen im Theaterbetrieb eine Rolle. So erhielten Peter Zadek (21), Claus Peymann (19) und Peter Stein (18) bis heute die meisten Einladungen zum Theatertreffen.
Walther Schmieding leitete das Theatertreffen von 1969 bis 1972, Ulrich Eckhardt von 1973 bis 1981.
1978 wurde der Stückemarkt des Theatertreffens als Förderinitiative für Neue Dramatik im deutschsprachigen Raum gegründet. In den ersten zwanzig Jahren des Festivals wählte die Stückmarkt-Leitung aus den zur Uraufführung freien Stücken jährlich fünf aus, um sie einem breiteren Publikum im Rahmen des Theatertreffens vorzustellen. Eine Jury gab es noch nicht – die Stückemarktleitung war allein für das Programm verantwortlich.
1980 begann die Kooperation zwischen dem Internationalen Forum und dem Goethe-Institut, wodurch sich das Internationale Forum für die ganze Welt öffnete. Gleichzeitig verlagerte sich der Schwerpunkt des Forums auf die praktische Arbeit; nach einer Phase des Experimentierens seit 1975 wurden 1980 Workshops zum integralen Bestandteil des Forum-Programms.
1982 bis 1988 wurde das Theatertreffen von Ulrich Eckhardt und Börries von Liebermann geleitet. Von 1989 bis 2001 war Torsten Maß Leiter des Theatertreffens.
Im Mai 1989, wenige Monate vor dem Fall der Berliner Mauer, durften schließlich Theater aus dem sozialistischen Teil des Landes zum Festival reisen. Nach dem Fall der Mauer rückte die ursprüngliche Begründung der Gründungserklärung wieder in den Vordergrund, nämlich „ein Bild vom Stand des deutschsprachigen Theaters zu geben“, statt aufgrund der isolierten Lage West-Berlins ein „Schaufenster des Westens“ zu sein.
2003 öffnete sich der Stückemarkt für Schreibende aus ganz Europa; aus der Präsentation neuer Dramen für Theaterleute wurde ein Wettbewerb für noch unbekannte Autoren. Eine Fachjury sichtete alljährlich alle eingereichten Stücke, von denen während des Theatertreffens zwischen fünf und sieben in Szenischen Lesungen präsentiert wurden.
Von 2003 bis 2011 leitete Iris Laufenberg das Theatertreffen, nachdem 2002 Dieter Hansen die Leitung übernommen hatte.
2005 wurde die Festivalzeitung ins Leben gerufen, die bis 2008 in Zusammenarbeit mit der Berliner Zeitung entstand und den kulturjournalistischen Nachwuchs förderte. 2009 entstand aus der Festivalzeitung das Theatertreffen-Blog.
Von 2007 bis 2022 vergab der Stückemarkt einen Werkauftrag, gefördert von der Bundeszentrale für politische Bildung/bpb.
2012 bis 2022 war Yvonne Büdenhölzer die Leiterin des Theatertreffens.
2012 erweiterte der Stückemarkt seinen Autorenbegriff: Erstmals wurden Projektarbeiten von Theaterkollektiven für den Wettbewerb zugelassen.
Seit 2015 wird das Internationale Forum verstärkt für globalgesellschaftliche Entwicklungsdynamiken geöffnet, um Theater als Raum politischer Öffentlichkeit zu befragen. Seitdem richten die Workshops und Diskursveranstaltungen in diesem Bereich ihr Augenmerk auf Theater im Spannungsfeld von Kunst, Politik und Gesellschaft.
2017 und 2018 wurden im Rahmen der internationalen Plattform Shifting Perspectives außereuropäische Gastspiele in das Festival geholt.
Zum 55. Theatertreffen (2018) fand erstmals das übergreifende Diskurs-Programm TT Kontext statt, das die künstlerischen Programmsäulen des Theatertreffens bis 2022 begleitete.
Ab 2019 richtete sich der Stückemarkt an Dramatiker und Theatermacher aus der ganzen Welt.
Ende April 2019 wurde bekannt, dass das Berliner Theatertreffen eine Frauenquote einführen wird. „In den kommenden beiden Jahren soll mindestens die Hälfte der zehn ausgesuchten Stücke von Regisseurinnen stammen“, erklärte die Festivalleiterin Yvonne Büdenhölzer. Die Frauenquote wurde bis einschließlich 2024 verlängert.
Das 57. Theatertreffen (2020) sowie alle Nebenveranstaltungen wurden Mitte März 2020 aufgrund der COVID-19-Pandemie zunächst abgesagt. Im April wurde entschieden, das Theatertreffen vom 1. bis 9. Mai virtuell stattfinden zu lassen. Sechs der zehn ausgewählten Produktionen wurden als Mitschnitte im Netz zugänglich gemacht, wobei teilweise Livechat ermöglicht wurde. Am 9. Mai mündete das Theatertreffen virtuell in eine abendliche Online-Übertragung der traditionellen Abschlussdiskussion mit den sieben Theaterkritikern der Jury: Margarete Affenzeller, Cornelia Fiedler, Wolfgang Höbel, Georg Kasch, Andreas Klaeui, Shirin Sojitrawalla, Franz Wille; Moderation: Christine Wahl. Am Frühabend desselben Tages wurden die besonderen Rahmenbedingungen des Theatertreffen virtuell gewürdigt mit einem gestreamten Gespräch zum Thema Systemcheck – Nicht Corona ist die Krise mit dem Intendanten der Berliner Festspiele Thomas Oberender und dem Kurator Ibou Diop.
Auch das 58. Theatertreffen (2021) fand aufgrund der anhaltenden COVID-19-Pandemie vollständig digital statt; ab dem 59. (2022) wieder in Präsenz. Zum letzten Mal gab es 2022 das Format Stückemarkt.
Beim 60. Theatertreffen (2023) gab es erstmals ein rein weibliches Leitungskollektiv, bestehend aus Olena Apchel, Carolin Hochleichter und Joanna Nuckowska. Außerdem wurde der Stückemarkt als Format nicht fortgeführt. Stattdessen gab es als neue Programmsäule die 10 Treffen, die künstlerisches Rahmen- und Diskursprogramm beinhalteten.
Mit 1. Januar 2024 übernahm Nora Hertlein-Hull die alleinige Leitung des Theatertreffens, ihre Vorbereitungszeit begann im Oktober 2023.

## Auszeichnungen
Im Rahmen des Theatertreffens werden drei Preise verliehen: Der Theaterpreis Berlin der Stiftung Preußische Seehandlung wird an eine Person oder Gruppe verliehen, die sich in besonderer Weise um das deutschsprachige Theater verdient gemacht hat, der 3sat-Preis zeichnet eine richtungsweisende, künstlerisch-innovative Leistung aus den eingeladenen Inszenierungen des Theatertreffens aus und der Alfred-Kerr-Darstellerpreis prämiert die herausragende Leistung eines Nachwuchsschauspielers. Der Stückemarkt vergab bis 2022 den von der Bundeszentrale für politische Bildung/bpb geförderten Werkauftrag an einen der eingeladenen Künstler, der mit der Realisierung einer neuen Arbeit an einem Partnertheater des Stückemarkts verbunden war.

## Programmsäulen

### 10 Treffen
2023 wurden die 10 Treffen als interdisziplinäre Veranstaltungsreihe eingeführt. In Formaten wie Performances, Aktionen und Diskussionen sollten neue Resonanzräume auf europäischer Ebene eröffnet werden.

### Stückemarkt
Der Stückemarkt des Theatertreffens wurde 1978 als ein Entdeckerfestival für noch unbekannte Autoren aus Europa gegründet. Damit etablierte er sich als erste Förderinitiative für Gegenwartsdramatik im deutschsprachigen Raum.
2012 wurde ein Prozess der Öffnung des Stückemarkts für einen zeitgenössischen Autorenbegriff begonnen. In einem europaweiten offenen Wettbewerb konnten sich seitdem Autoren und Theatermacher gleichermaßen mit Theatertexten und Theaterprojekten bewerben. Seit 2019 präsentierte der Stückemarkt Autorenstimmen aus der ganzen Welt.
Eine fünfköpfige Künstlerjury wählte aus den Einsendungen fünf Stücke aus. Im Rahmen des Theatertreffens wurden die ausgewählten Arbeiten ihrer Form entsprechend präsentiert – als Gastspiele, Szenische Lesung, Performances, Site-specific-Formate u. a.
Mit 2023 wurde der Stückemarkt nicht weitergeführt.

### Shifting Perspectives
2017 und 2018 zeigte das Theatertreffen im Rahmen der von Daniel Richter (Leitender Dramaturg des Theatertreffens bis 2019) gegründeten und kuratierten internationalen Plattform Shifting Perspectives Gastspiele aus aller Welt, die das Theatertreffen über die zehn bemerkenswerten Inszenierungen heraus um außereuropäische Perspektiven ergänzten.

### TT Kontext
TT Kontext begleitete als übergreifendes Diskurs-Programm bis 2022 die künstlerischen Programmsäulen des Theatertreffens (die 10er-Auswahl, den Stückemarkt und die internationale Gastspielplattform Shifting Perspectives).

### Internationales Forum
Das Internationale Forum ist ein zweiwöchiges, international ausgeschriebenes Programm für professionelle Theatermacher. Es versteht sich als Plattform für einen umfassenden theoretischen und praktischen Austausch. So beinhaltet das Internationale Forum Workshops mit Künstlern des Theatertreffens sowie Aufführungsbesuche. Die Teilnehmer erhalten ein Stipendium.

### Theatertreffen-Blog
Seit 2009 begleiten ausgewählte junge Journalisten das Theatertreffen auf dem Theatertreffen-Blog mit Rezensionen, Essays, Foto- und Videobeiträgen. Vorgänger des Blogs war die Festivalzeitung, die von 2005 bis 2008 in Zusammenarbeit mit der „Berliner Zeitung“ entstand.
Gefördert wurde das TT-Blog von 2011 bis 2015 von der Rudolf Augstein Stiftung. Seit 2016 wird das TT-Blog von der Stiftung Presse-Haus NRZ gefördert.

## Auflistung der Einladungen
Listen der eingeladenen Inszenierungen bei den bisherigen Theatertreffen:
- Berliner Theatertreffen 1964 bis 1969
- Berliner Theatertreffen 1970 bis 1979
- Berliner Theatertreffen 1980 bis 1989
- Berliner Theatertreffen 1990 bis 1999
- Berliner Theatertreffen 2000 bis 2009
- Berliner Theatertreffen 2010 bis 2019
- Berliner Theatertreffen 2020 bis 2029

## Film
- 50 Jahre Theatertreffen: Wir fahren nach Berlin! Dokumentarfilm, Deutschland, 2013. Buch und Regie: Andreas Lehmann, Produktion: Kobalt Productions, 3sat, ZDF. Erstsendung: 18. Mai 2013 bei 3sat.